# Dacia, Brașov
Dacia, mai demult Ștena, (în germană Stein, în maghiară Garat, în dialectul săsesc Ste, Stin, Štîn), este un sat în comuna Jibert din județul Brașov, Transilvania, România. În anul 1931 autoritățile române au schimbat denumirea oficială a localității din Ștena în Dacia.

## Istoric

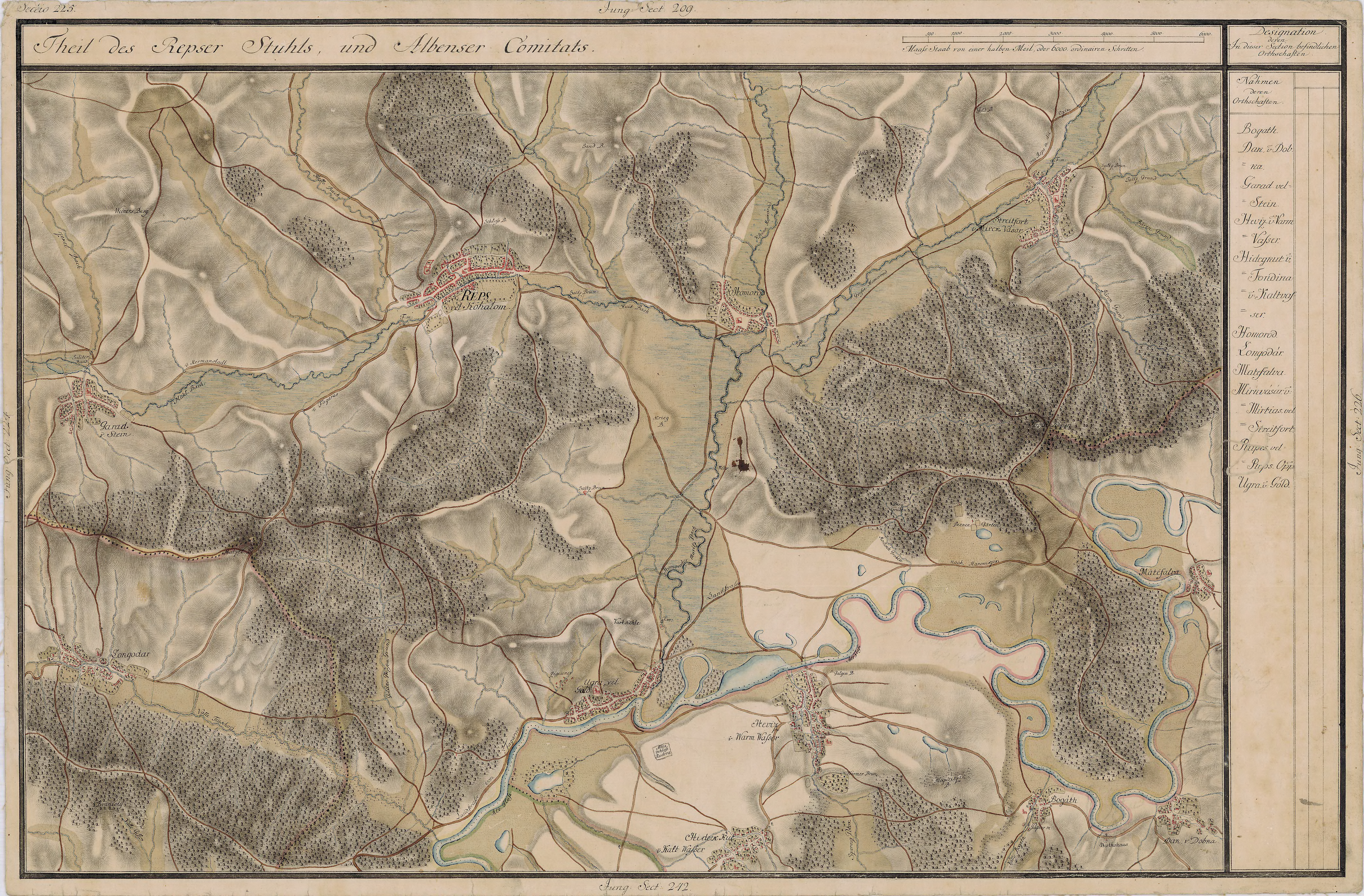
Dacia în Harta Iosefină a Transilvaniei, 1769-1773

Atestată documentar în anul 1309. Până în anii 1980 Dacia a fost locuită în proporție aproape egală de români și de sași. Emigrarea sașilor a început la sfârșitul anilor 1970 și a fost masivă în 1990.
În această localitate își are originea familia nobiliară săsească Soterius von Sachsenheim, primul strămoș cunoscut al familiei fiind Valentinus Schöchtert (născut cca. 1554).

## Demografie
La recensământul din 1930 au fost înregistrați 1.281 locuitori, dintre care 604 germani, 549 români, 116 țigani, 8 maghiari ș.a. Sub aspect confesional populația era alcătuită din 604 luterani, 532 ortodocși, 133 greco-catolici ș.a.  La recensământul din 1977 existau în Dacia 1082 locuitori,dintre care:656 români,379 sași,12 unguri,13 țigani,22 alții. 

## Lăcașuri de cult
- Biserica fortificată, monument istoric și de arhitectură din secolul al XIII-lea.

## Învățământ
Școala germană din localitate a fost menționată pentru prima dată în anul 1488.

## Galerie de imagini

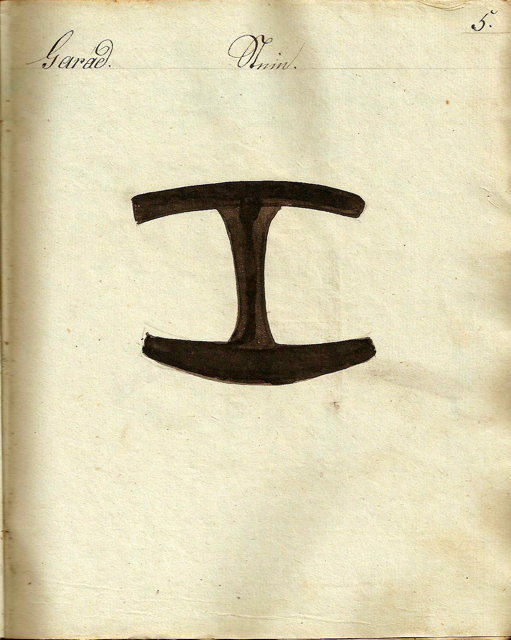
1826 - Danga pentru vitele din Ștena
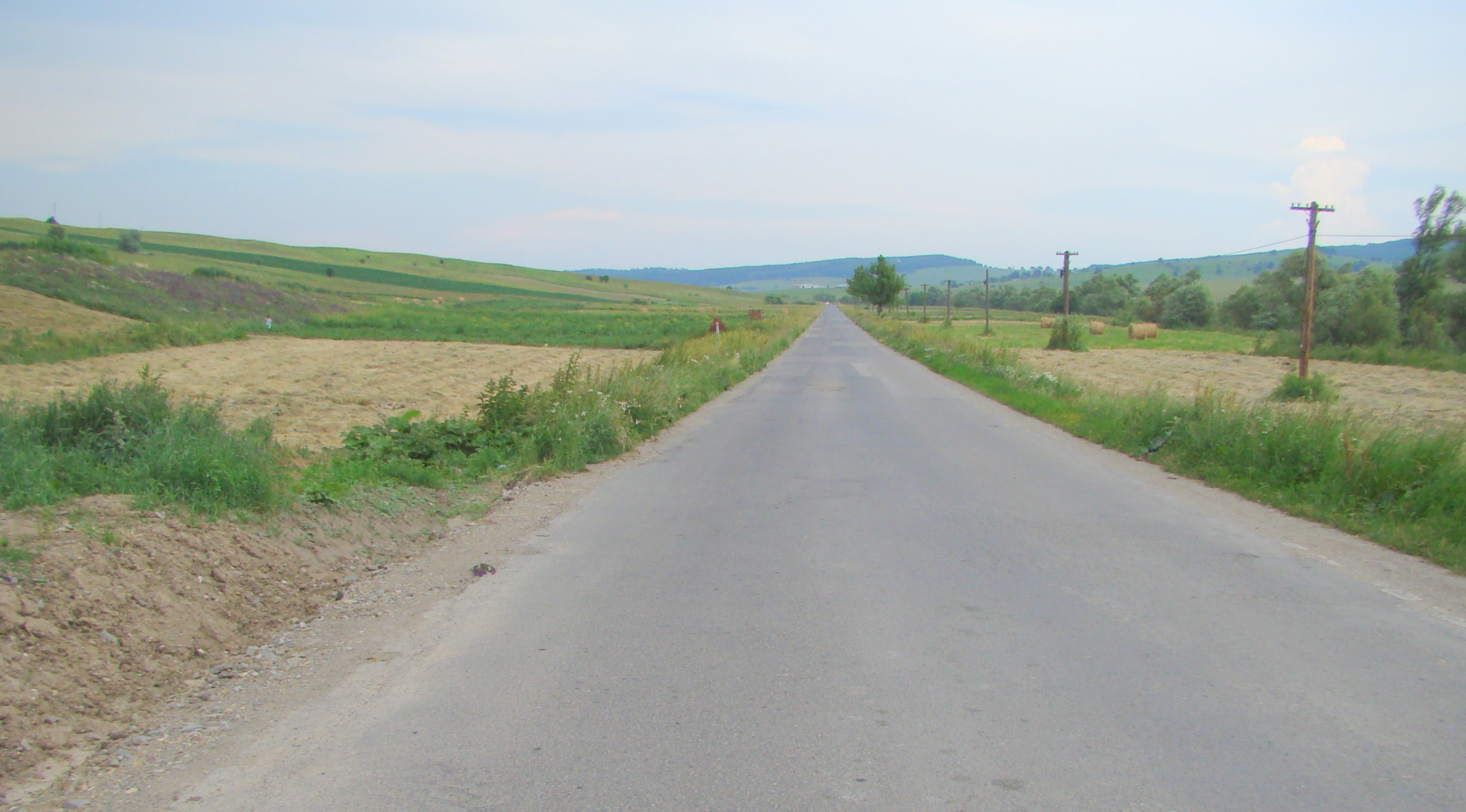
Drumul Rupea-Dacia
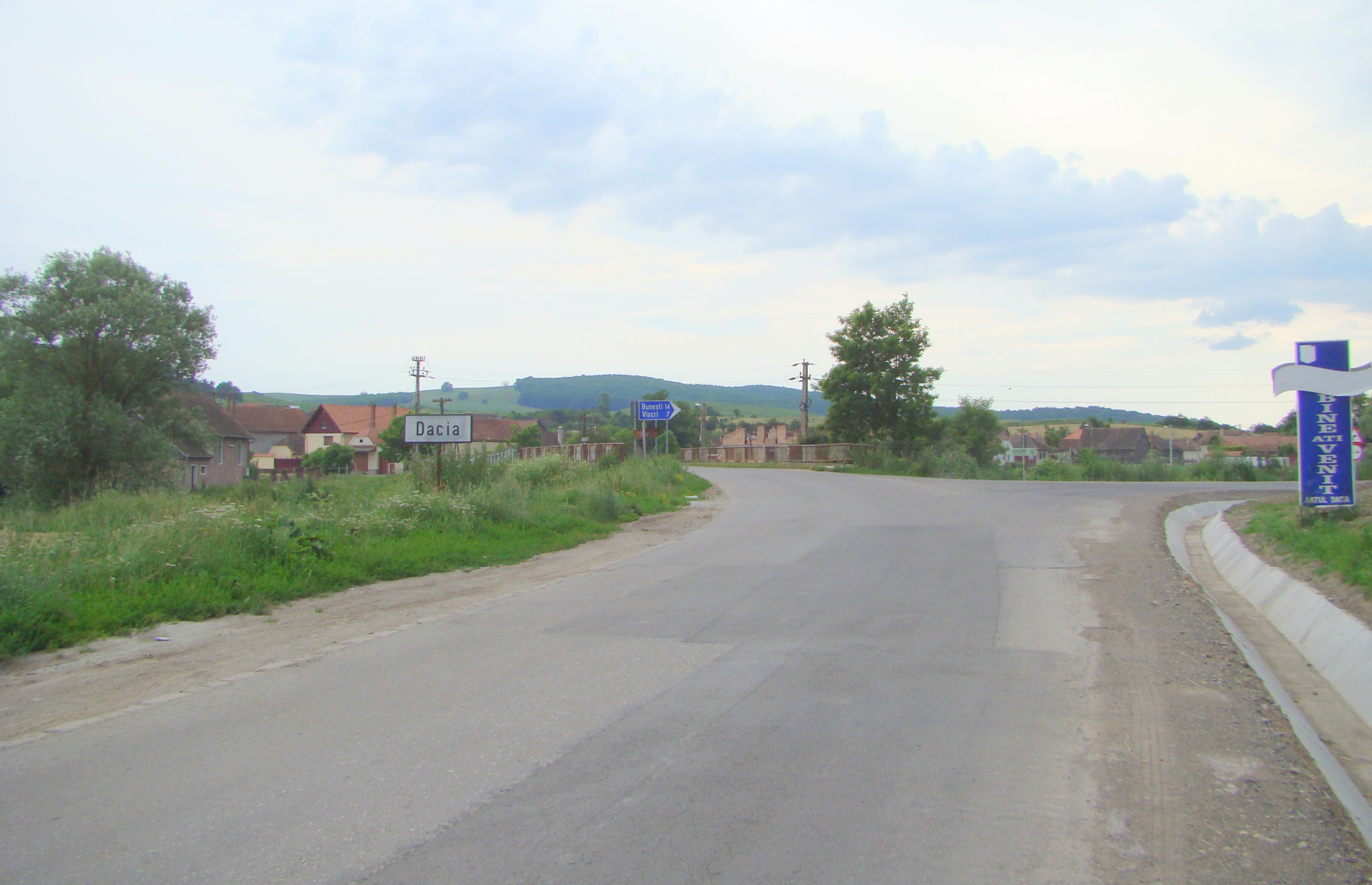
Intrarea în localitate
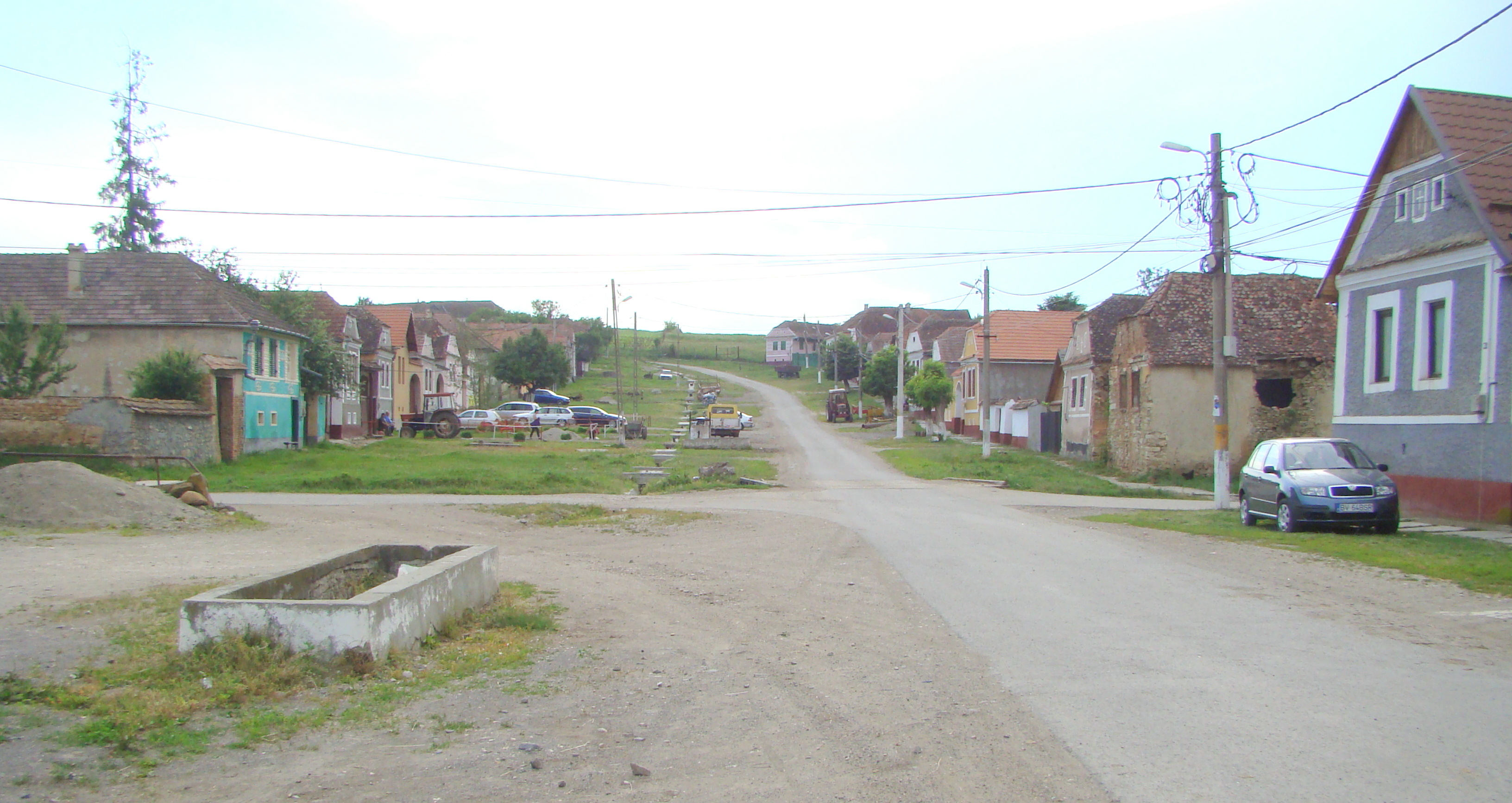
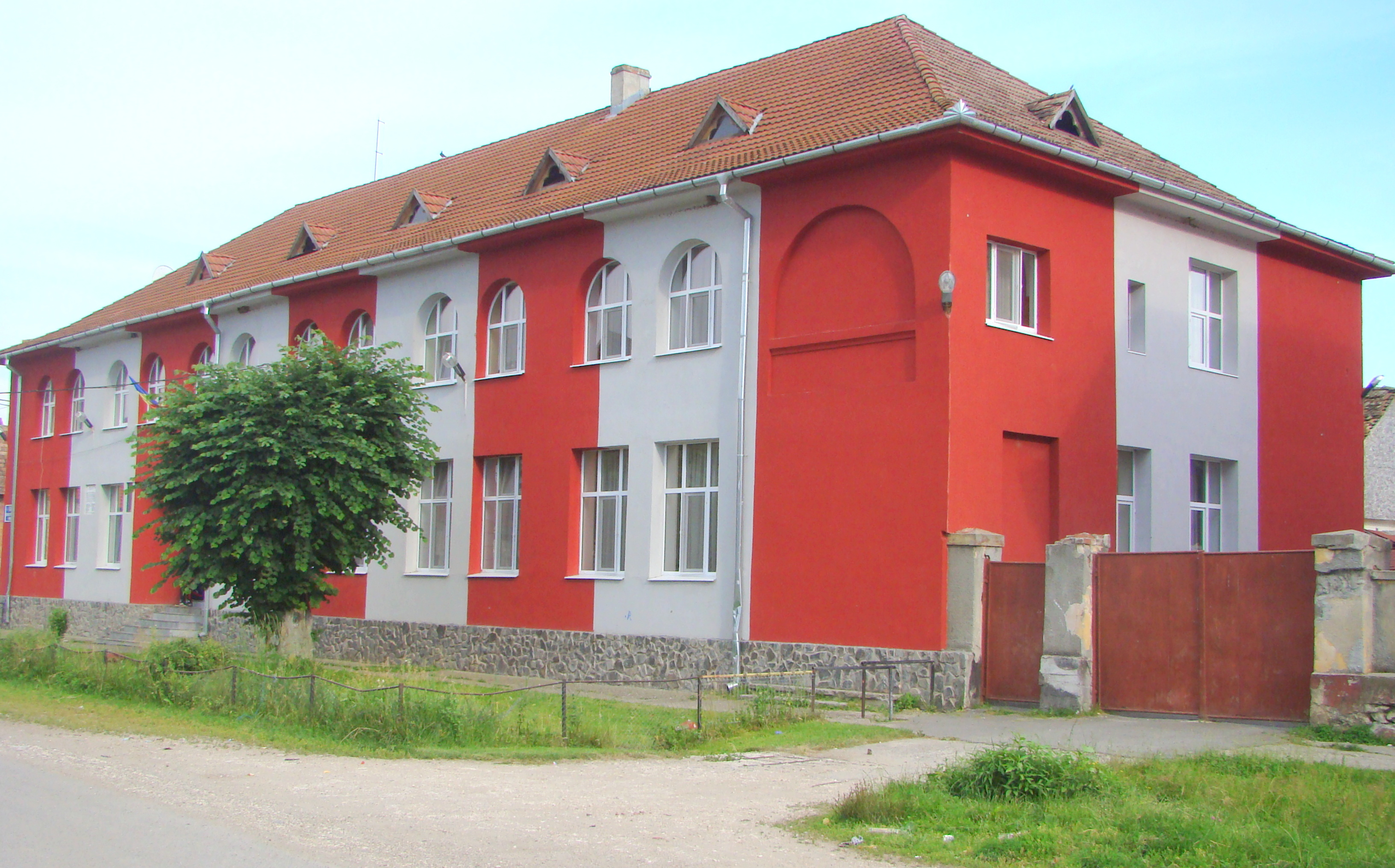
Centrul de plasament
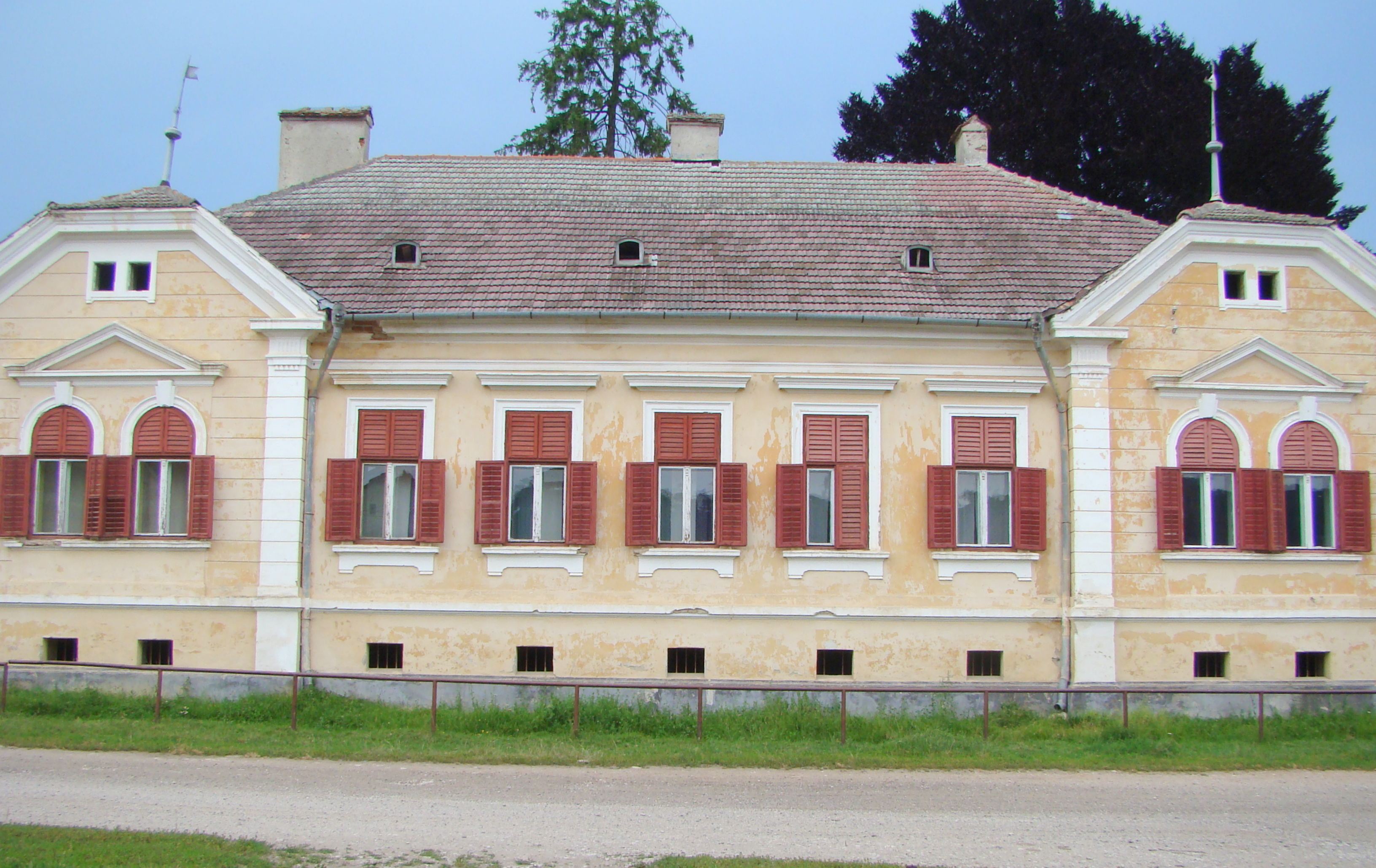
Fosta primărie
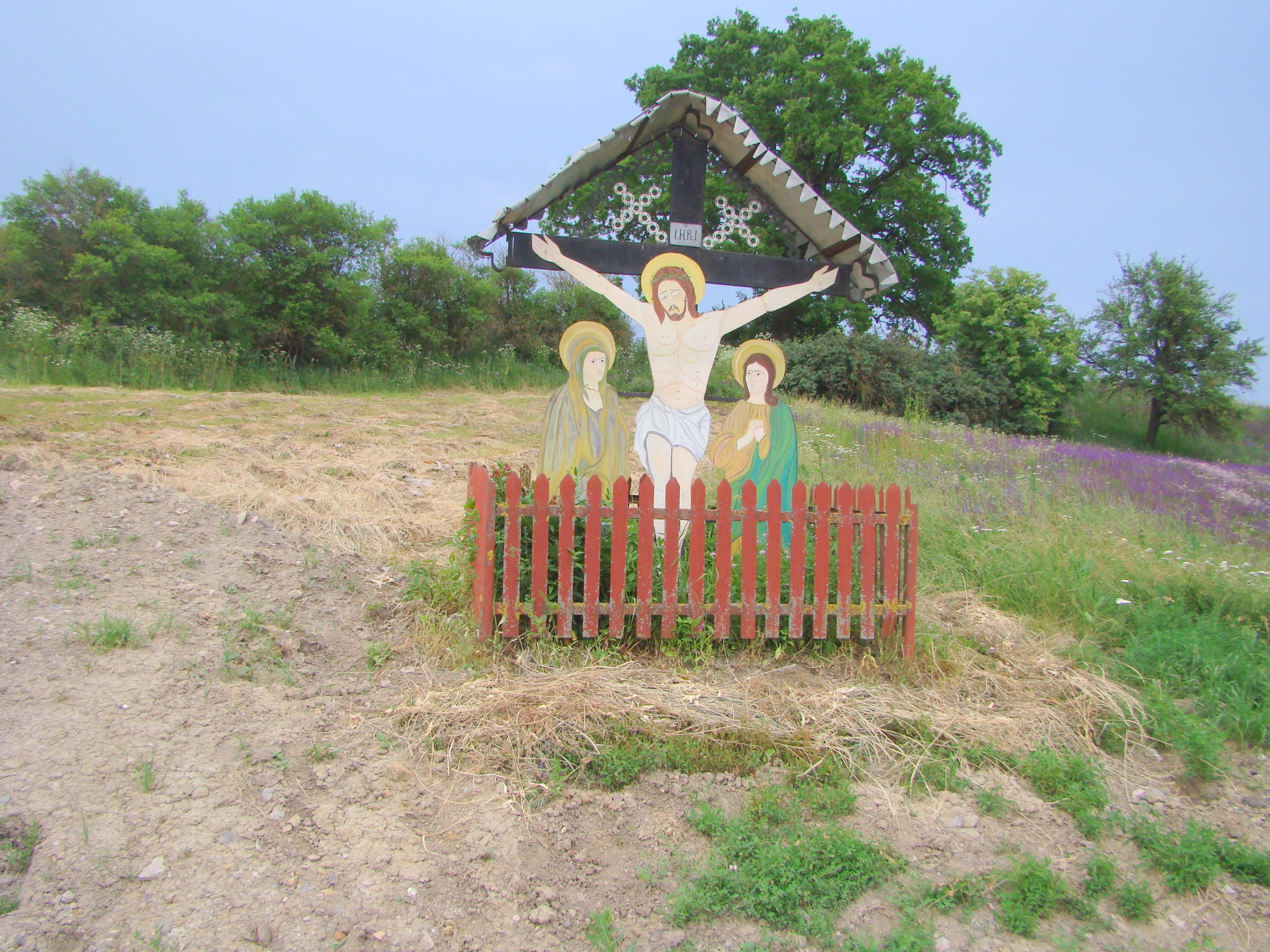
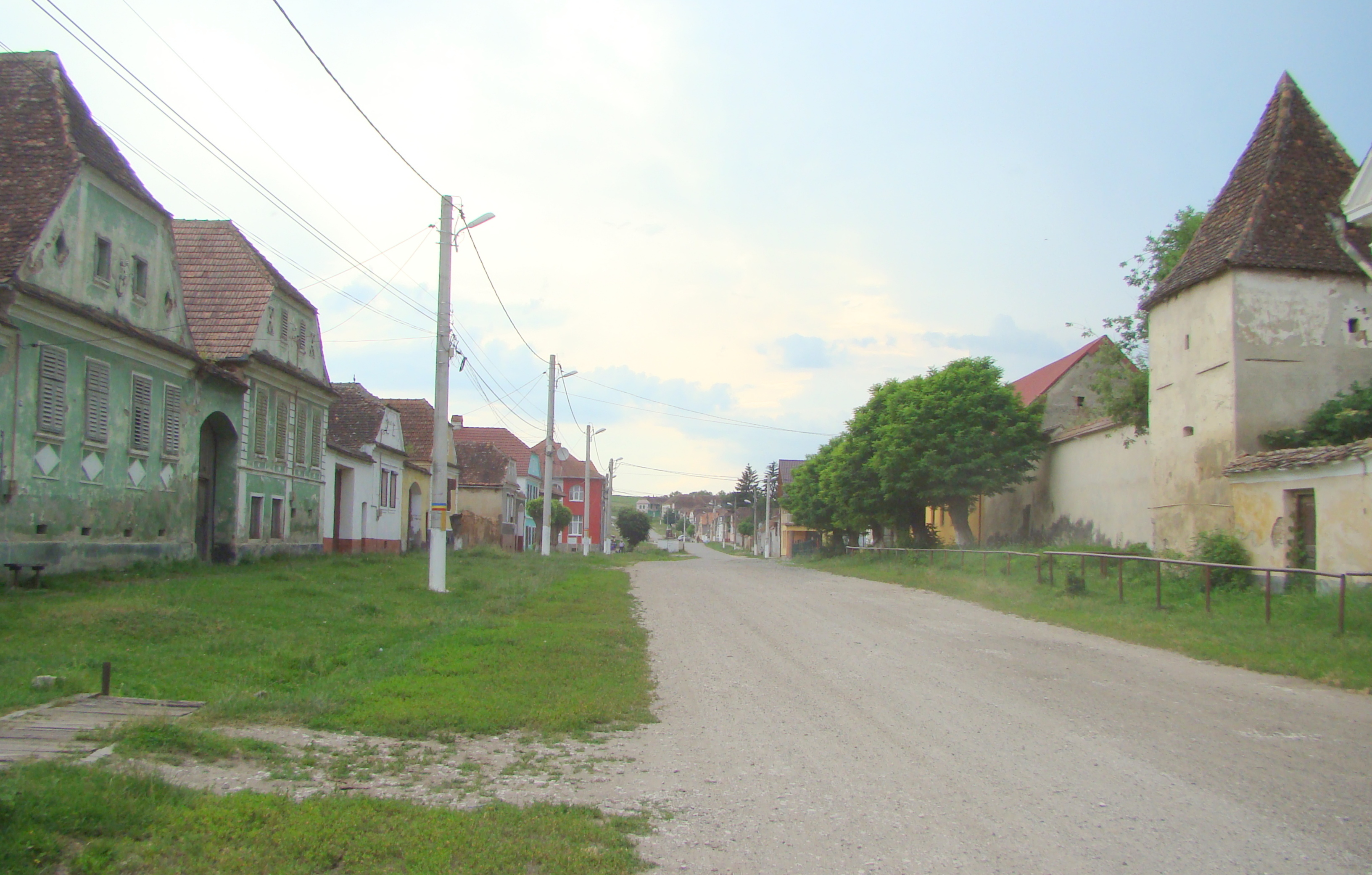
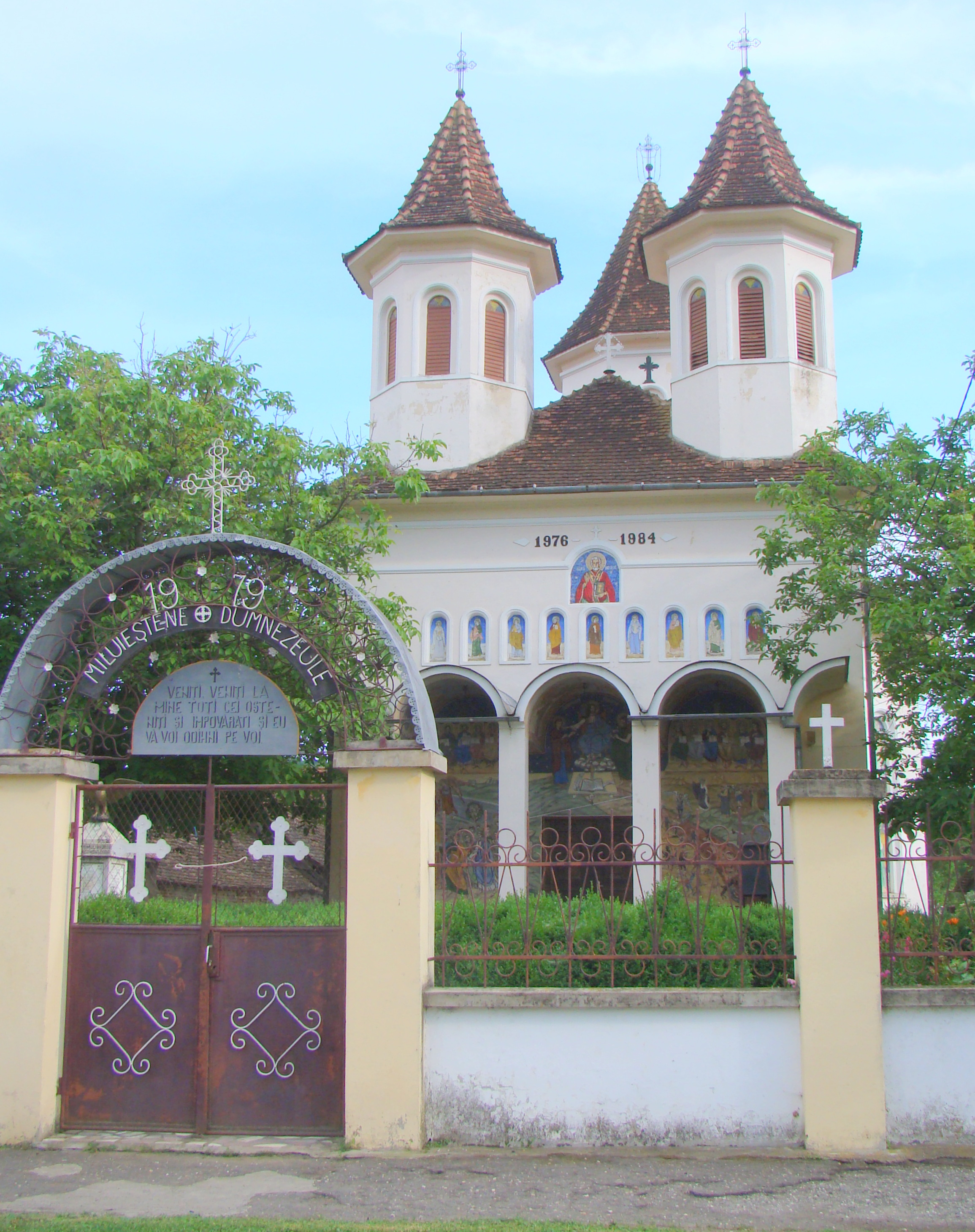
Biserica ortodoxă
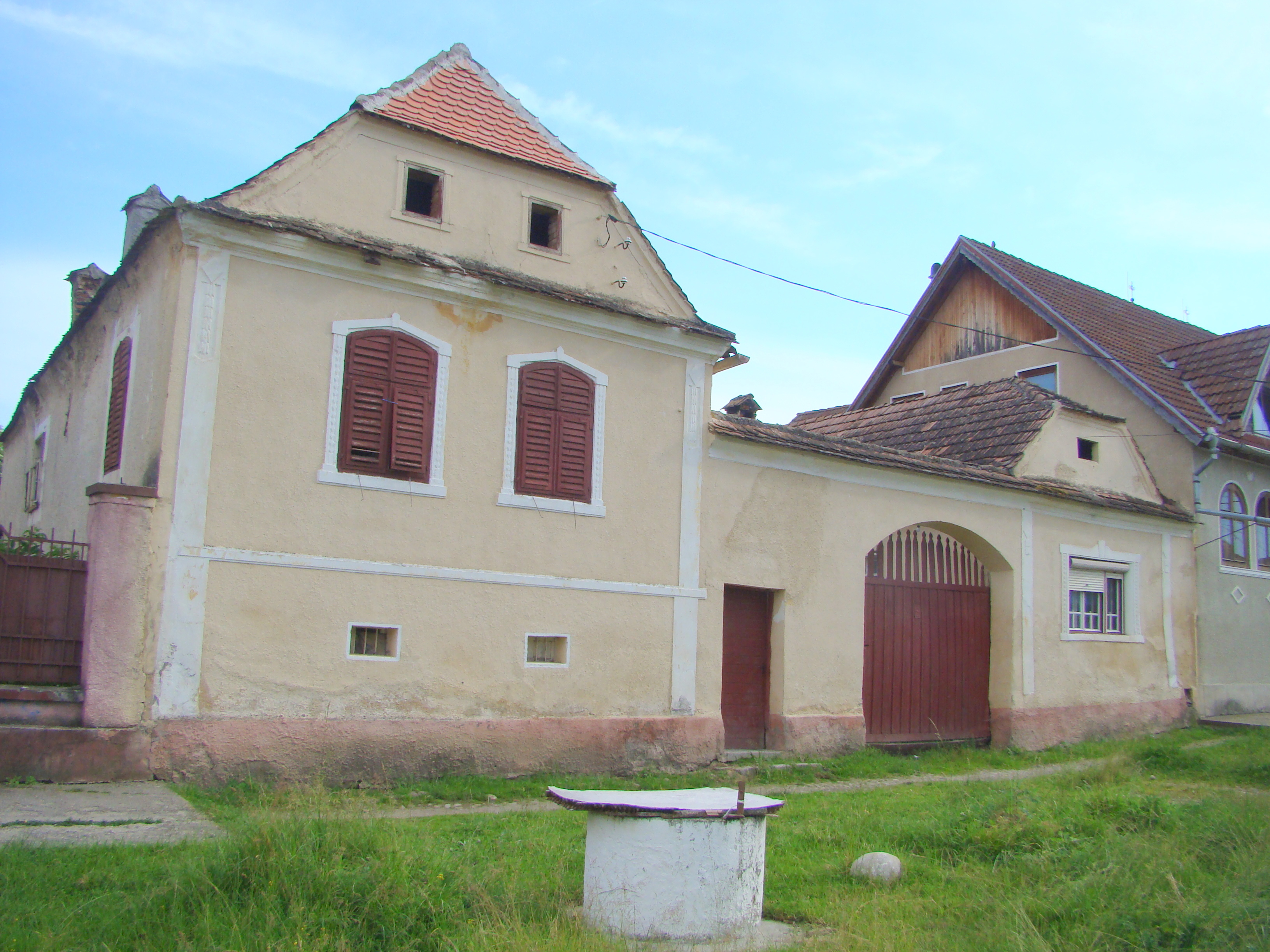
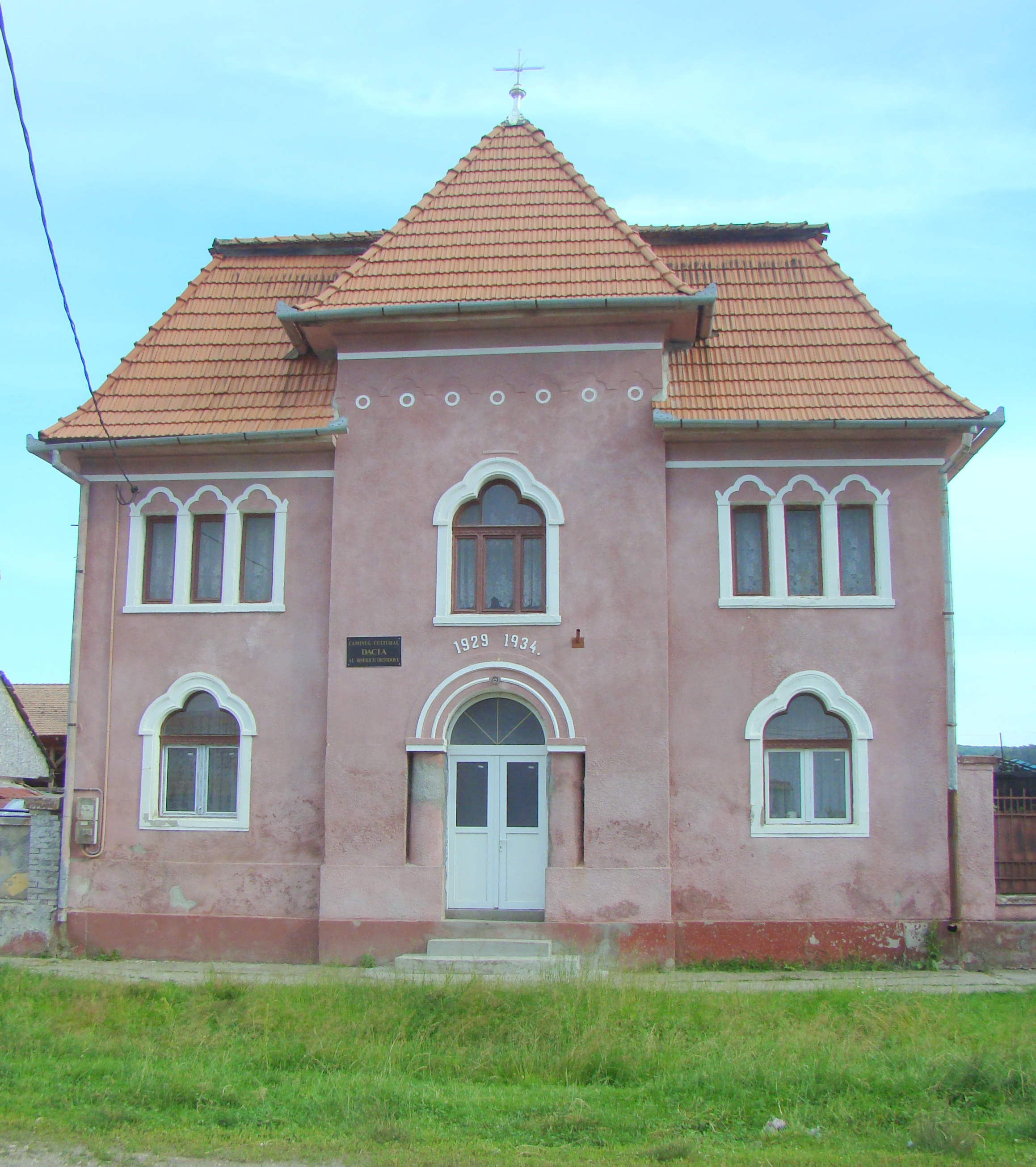
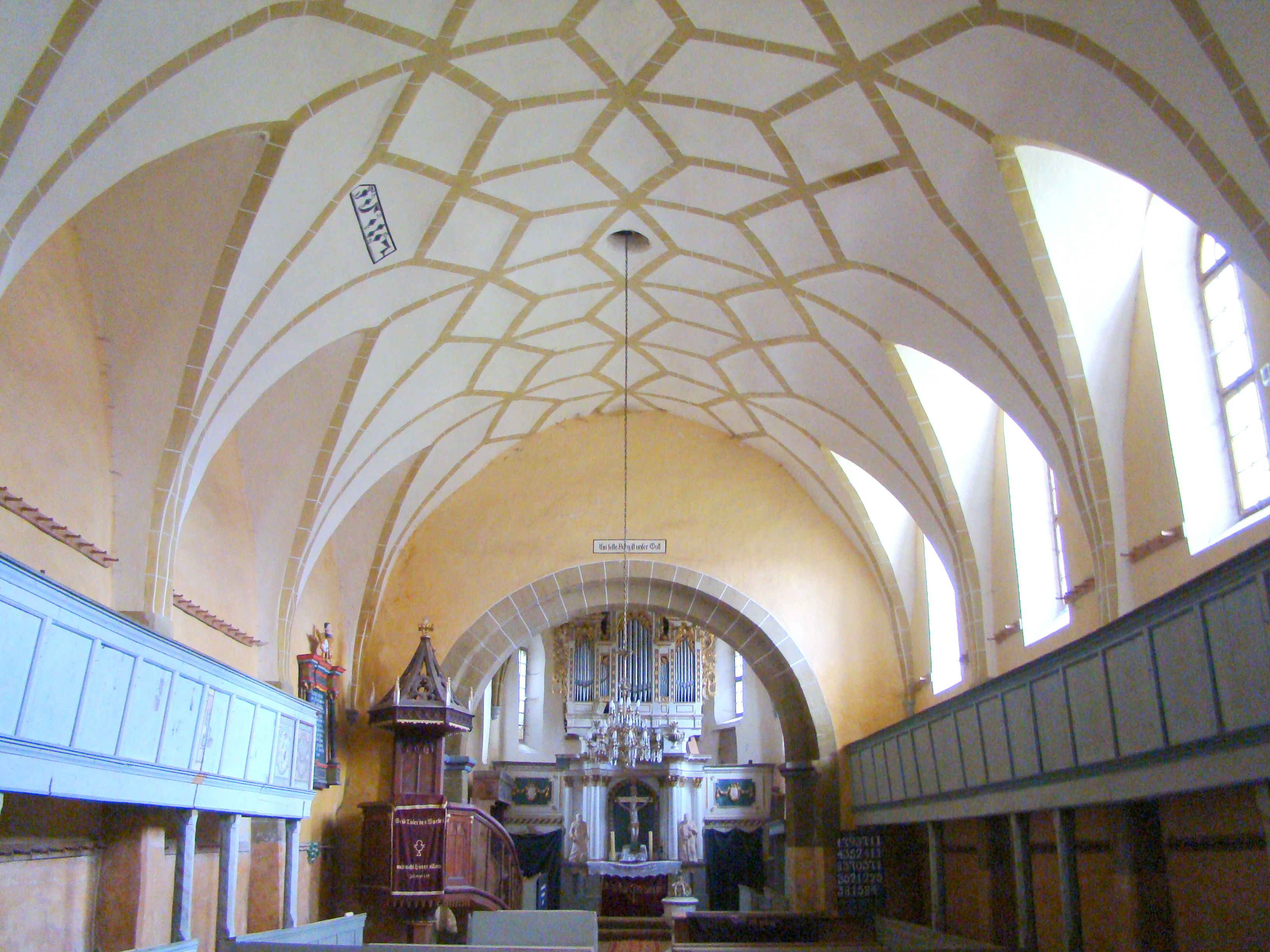
Biserica evanghelică (nava spre altar)
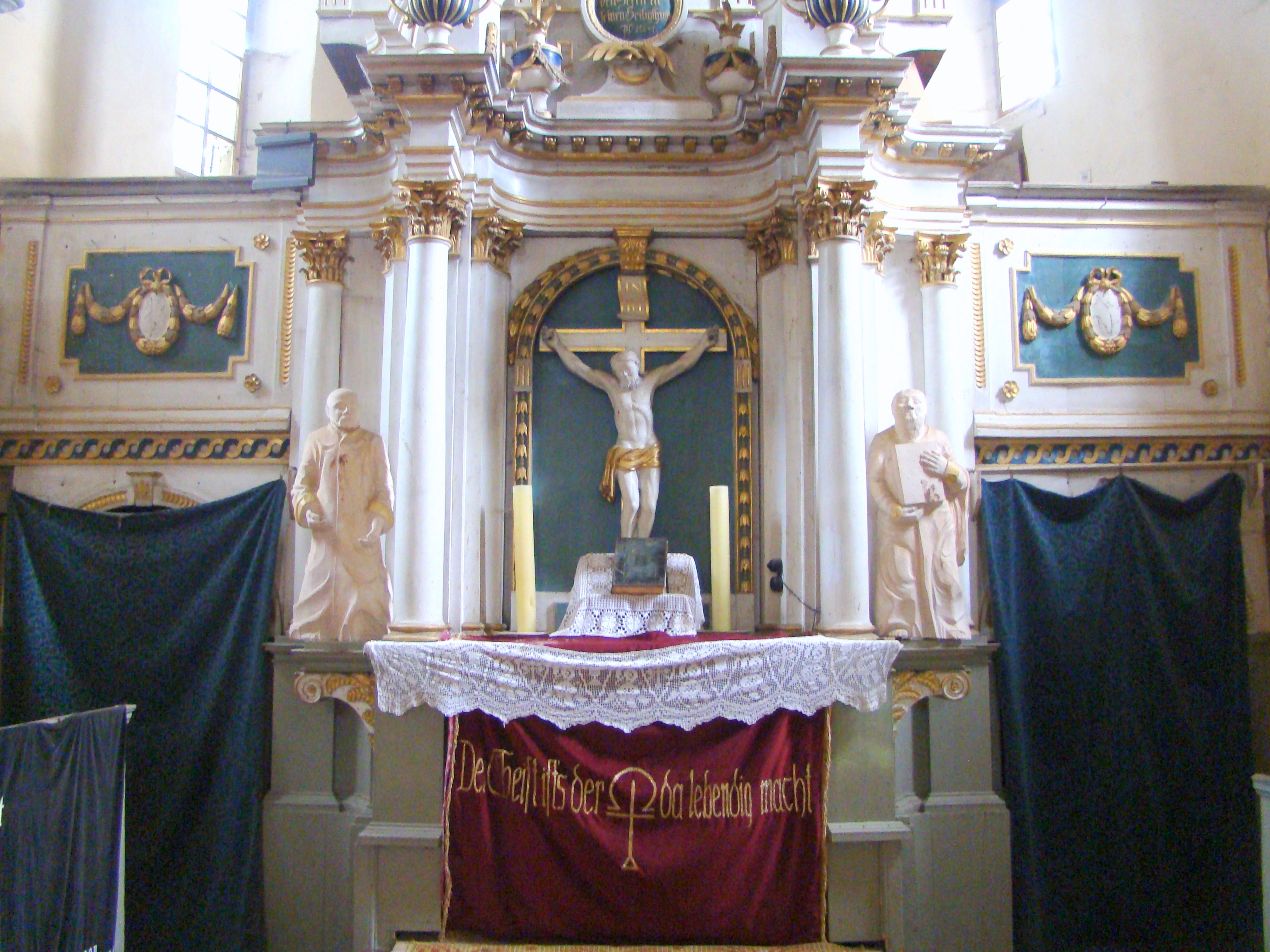
Altarul, realizat de Michael Wolf din Sighişoara (sculptor) şi Josef Lob din Viena (pictor)
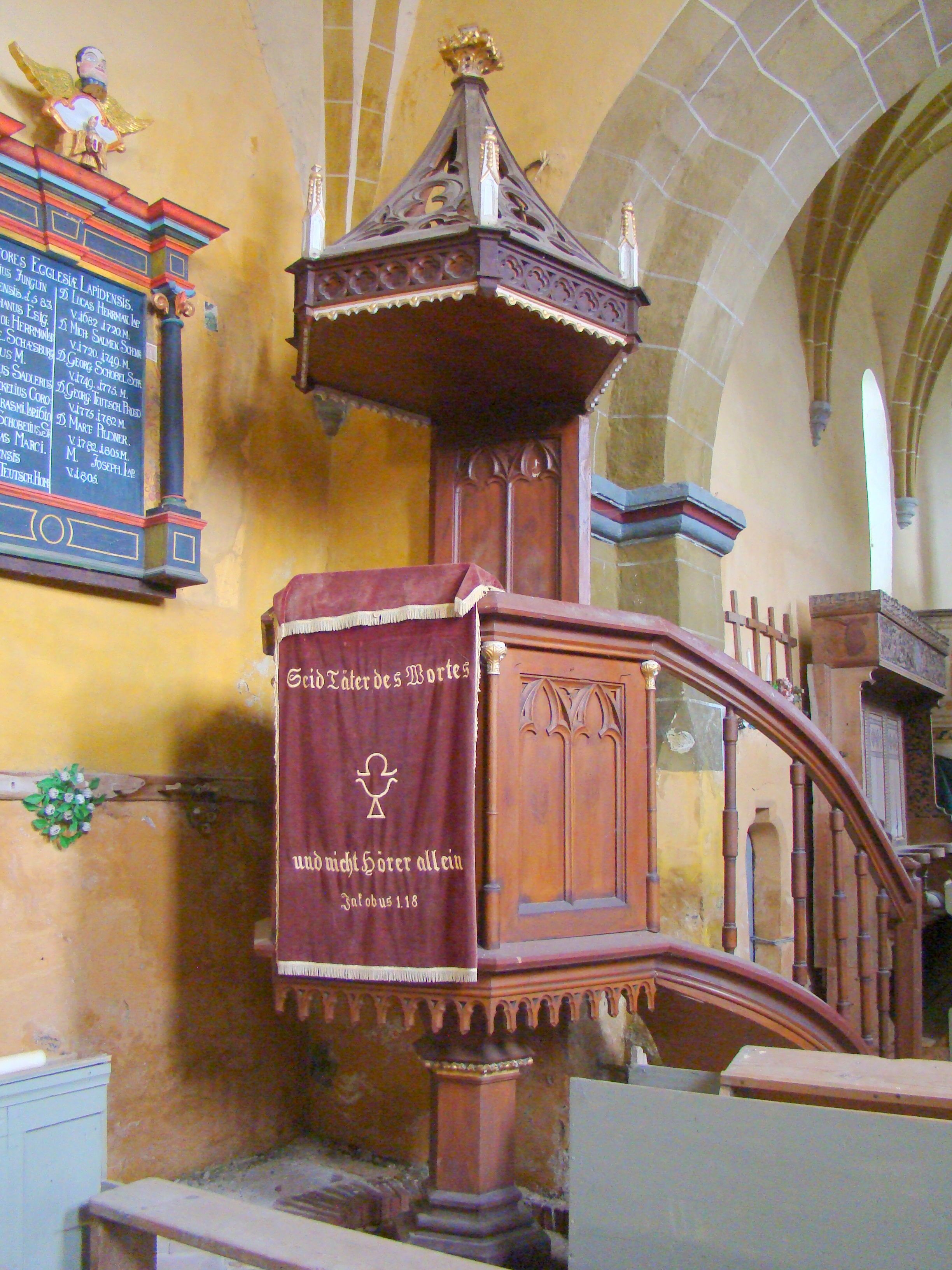
Biserica evanghelică (amvonul)
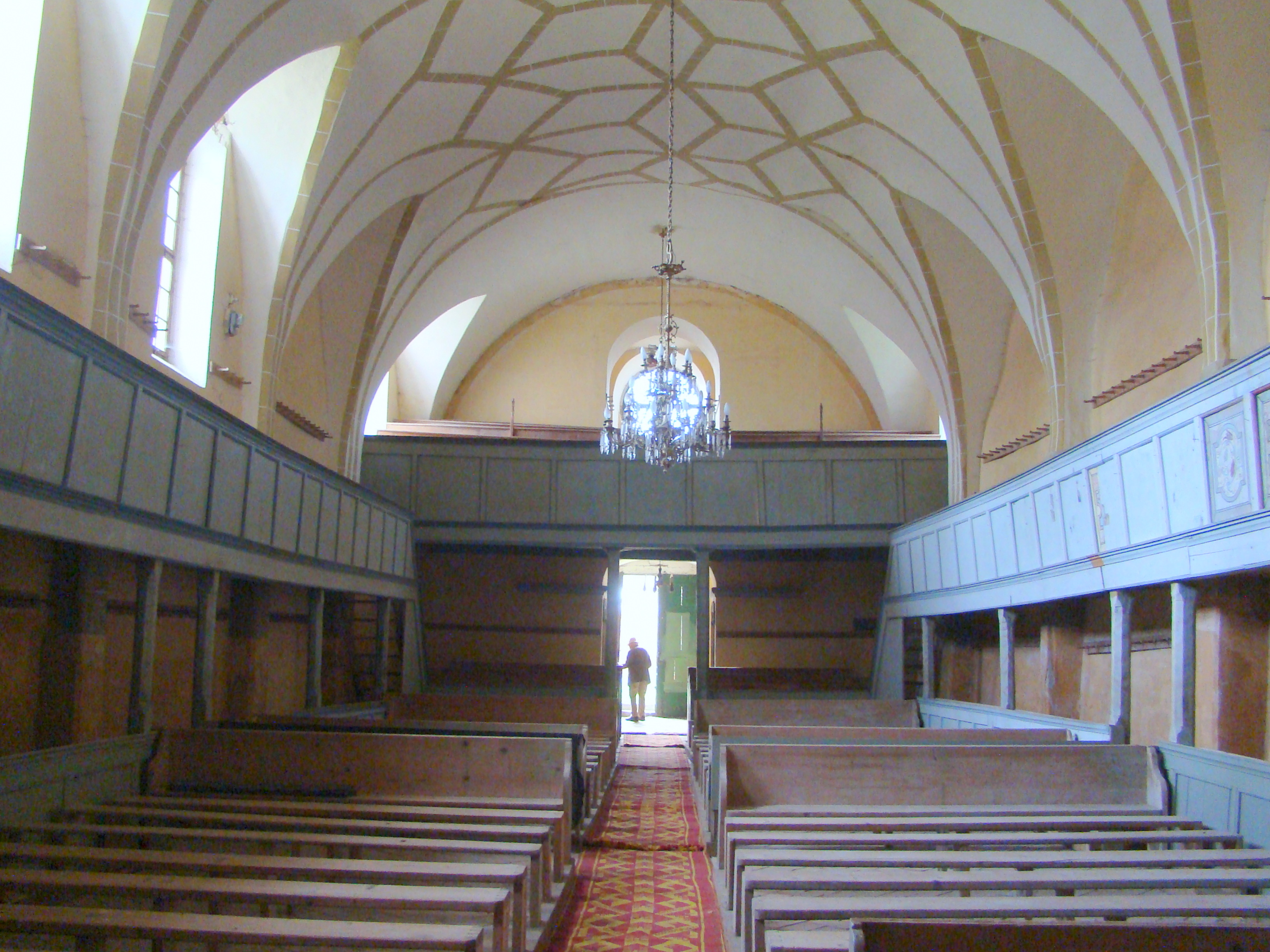
Biserica evanghelică (nava spre ieșire)
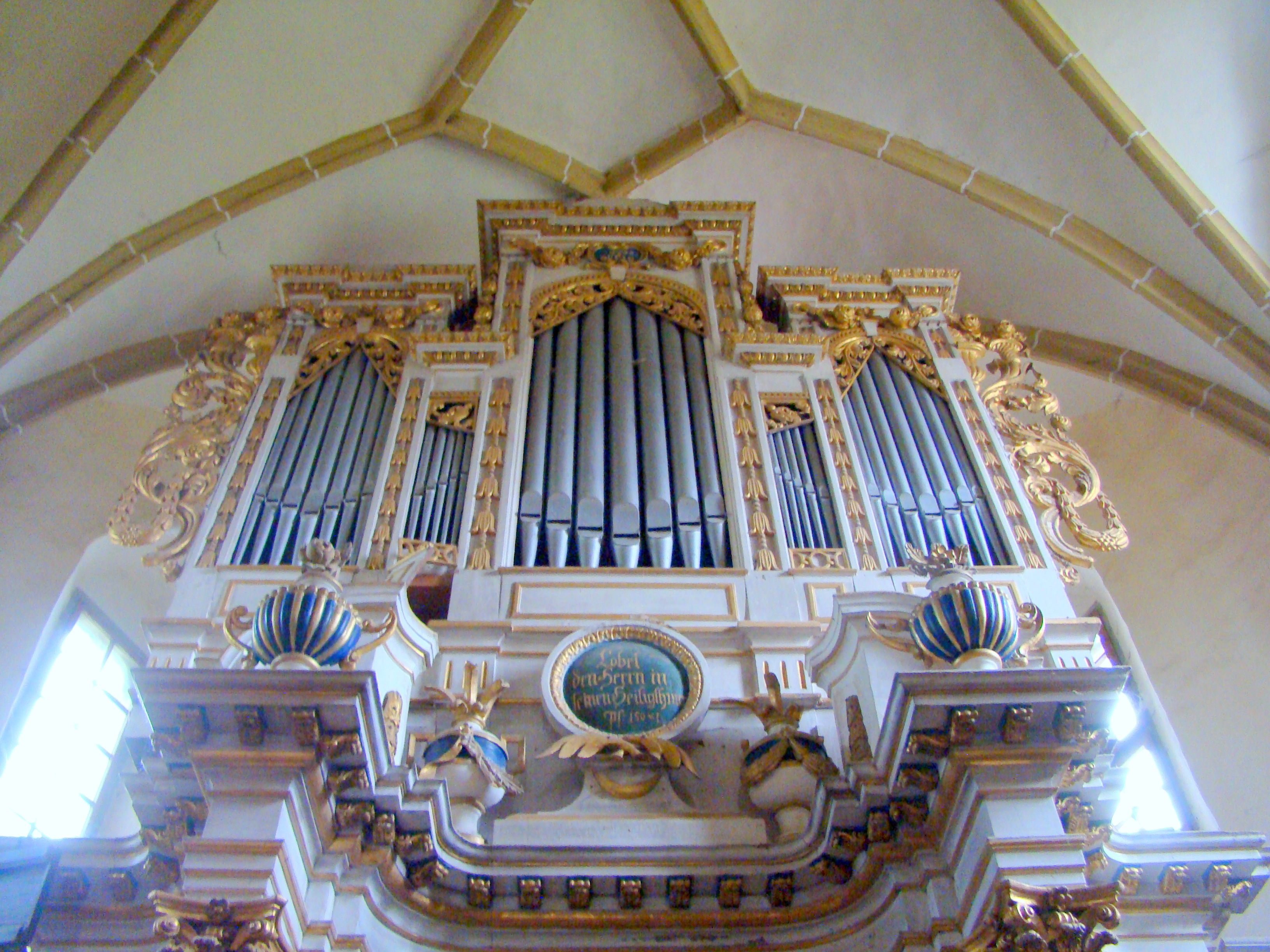
Orga bisericii construită în anul 1815 de  Andreas Eitel